# 秦旭
秦旭（1410年—1494年），字景陽，號修敬，江蘇無錫人，明代畫家、诗人，擅长画梅花。碧山吟社创建者之一。著有《修敬集》。

## 家族
子秦夔，官至江西布政使；次子秦旦，朝廷旌表孝子；孙秦镗，南京都察院都事。